# Гебхард, Генрих
Генрих Гебхард (нем. Heinrich Gebhard; 25 июля 1878, Зобернхайм, Германия — 5 мая 1963, Северный Арлингтон, штат Нью-Джерси) — американский пианист, композитор и музыкальный педагог немецкого происхождения.
В 10-летнем возрасте переехал в США с семьёй и обосновался в Бостоне. В 1895—1899 годах учился в Вене у Теодора Лешетицкого, затем вернулся в США. В 1900 г. дебютировал с Бостонским симфоническим оркестром. Среди сочинений Гебхарда — Фантазия для фортепиано с оркестром, впервые исполненная автором 12 ноября 1925 г. с Нью-Йоркским филармоническим оркестром, Дивертисмент для фортепиано и камерного оркестра (1927), симфоническая поэма «За холмами» (англ. Across the Hills; 1940) и другие произведения, преимущественно фортепианные. Среди его приватных учеников были Леонард Бернстайн и Алан Хованесс, в Консерватории Новой Англии у него училась Кей Свифт. Посмертно в 1963 г. опубликована книга Гебхарда «Искусство педали» (англ. The Art of Pedaling).